# Аллогенные биоматериалы для регенерации кишечника
Аллогенные биоматериалы в регенерации кишечника — это созданные в процессе децеллюляризации каркасы, которые могут служить полноценным биомиметиком для удлинения кишки, способные стимулировать процессы регенерации трехслойной архитектуры стенок. К характерным особенностям таких матриксов относят постепенную биодеградацию и резорбцию макрофагами с иммунорегенераторной кооперацией, обеспечивая таким образом селективный рост тканей на месте имплантации без признаков рубцевания или инкапсуляции, способствуя также обратному развитию поствоспалительных фиброзных и дегенеративно-дистрофических изменений в тканях.

## Проблема регенеративной хирургии кишечника
Синдром короткой кишки (СКК) — представляет собой тяжелое состояние, возникающее вследствие нехватки функционально активного кишечного эпителия по причине врожденного отсутствия или последующей потери его части, часто возникающей в результате массивной хирургической резекции тонкого кишечника и является основной причиной заболеваемости и смертности у детей и у взрослых.
Наиболее распространенными причинами СКК у новорожденных являются операции по поводу врожденных атрезий тонкого кишечника, мальротации и гастрошизиса. У взрослых причинами могут быть неспецифический язвенный колит, гранулематоз Крона, кишечная непроходимость, инфаркт кишки, радиационные повреждения. В результате обширных резекций тонкой кишки, проведенной при оперативном лечении врожденных пороков развития и заболеваний кишечника, и приводит к хронической кишечной недостаточности, проявляющейся мальабсорбцией, мальдигестией, мальнутрицией и расстройствами гомеостаза.
Вследствие этого СКК представляет собой наиболее значимую проблему для регенеративной хирургии, решение которой кроется в стимуляции регенерации оставшейся резидуальной кишки для дальнейшего компенсирования явлений нутритивной недостаточности.

## Применение других биоматериалов и клеточных линий в регенеративной хирургии кишечника
В настоящее время биомиметическими матриксами для замещения тканей кишечника используется множество разных каркасов, таких как бесклеточный дермальный матрикс, подслизистая основа тонкого кишечника, коллагеновая губка или полигликолевая кислота и каркасов на основе хитозана, фиброина шелка, спидроина. В большинстве работ заявлено, что имплантированный в организм аллогенный децеллюляризированный биоматериал, созданный на основе коллагенового матрикса, может служить полноценным биомиметиком для удлинения кишки.
Также используются методики, заключающиеся в выделении органоспецифических культур стволовых клеток с последующей дифференцировкой мультипотентных мезенхимальных стволовых клеток, подсаженных на различные матрицы, что объясняет перспективы замещения функции кишечника in vivo функционально полноценными тканями данного генеза.
Одним из перспективных направлений клеточной инженерии является использование плюрипотентных эмбриональных стволовых клеток (ЭСК), имеющих возможности дифференцировки в клеточные структуры кишечного генеза и органоиды, представляющие собой самоорганизующиеся трехмерные структуры с высокоскладчатой структурой крипт и ворсин, образующих полую структуру из клеток различной степени дифференцировки. В исследовании Watanabe S et al., проведенном в 2021 году, демонстрируется регенерация участка кишки благодаря самостоятельному присоединению структур к поврежденной области с восстановлением ее дистальной части.
Перспективным направлением в разработке ткане-инженерной тонкой кишки для лечения СКК является использование аутогенных ММСК, которые играют ключевую роль в регенерации тканей и их можно использовать без этических дебатов, что может стать альтернативой или дополнением к существующим методам лечения и помочь пациентам с СКК восстановить нормальную функцию кишечника и улучшить качество жизни.

## Опыт применения аллогенных децеллюляризированных каркасов в контексте регенерации кишечника
Из вышесказанного, стоит отметить, что на сегодняшний день существует большое количество различных методов выращивания участка кишки, в том числе и разработка тканеинженерной тонкой кишки, но все из них имеют собственные ограничения, которые либо не позволяют полноценно восстановить функциональные слои кишечника, либо их введение в организм сопряжено с риском возникновения канцерогенеза, либо применение ограничено этико-правовыми аспектами.
Биологические матриксы на основе аллогенных биоматериалов получают в результате децеллюляризации нативных органов, что позволяет сохранить их макро- и микроархитектуру, а также механические свойства. Этот процесс включает удаление клеток из органа, оставляя при этом внеклеточный матрикс, который может служить основой для роста новых клеток. Такие матриксы обладают высокой биосовместимостью и могут быть использованы для создания функциональных тканей, что делает их особенно привлекательными для применения в регенеративной медицине.
Существуют экспериментальные работы, посвященные регенеративному потенциалу аллогенных децеллюляризированных каркасов.
Согласно представленным данным при имплантации аллогенного биоматериала в форме трубки, циркулярно замещающей резецированный сегмент кишечника на модели экспериментального СКК крысы удалось достигнуть регенерации трехслойной архитектуры кишки.